# Programmi per la videoscrittura
Questo è un confronto di programmi per la videoscrittura.

## Informazioni generali
Questa tabella fornisce informazioni di carattere generale
| Programma                                 | Screenshot | Sviluppatore                                | Ultima versione stabile                                                                                           | Prima versione                                                                          | Licenza |
| ----------------------------------------- | --- | ------------------------------------------- | --- | --------------------------------------------------------------------------------------- | --- |
| AbiWord                                   | AbiWord | SourceGear Corporation                      | 3.0.2 (20 ottobre 2016; 53 giorni fa)                                                                             | 1999 (19 maggio)                                                                        | Software libero(GPL) |
| AppleWorks                                | | Apple Inc.                                  | 6.2.9 4 gennaio 2004; 12 anni fa                                                                                  | 1991                                                                                    | Commerciale, proprietario |
| Applix Word                               | | Vistasource Inc.                            | 6.0 | 1992                                                                                    | Commerciale, proprietario |
| Atlantis Nova                             | | Rising Sun Solutions, Inc                   | 1.0.0.70 | 2000                                                                                    | Freeware |
| Atlantis Word Processor                   | | Rising Sun Solutions, Inc                   | 2.0.0.0 2016 aprile 30                                                                                            | 2000                                                                                    | Commerciale, proprietario |
| Bean                                      | | James Hoover                                | | 2007 (1 maggio)                                                                         | Freeware since 3.0 |
| Calligra Words (precedentementeKWord)     | | KDE                                         | 2.9.11 (3 febbraio 2016; 10 mesi fa)                                                                              | 1998                                                                                    | Software libero (LGPL) |
| Cassiopeia                                | | Smartsoft GmbH (Advanced Science)           | Version 2.2.0 | 2015                                                                                    | Freeware |
| CopyDesk                                  | | Quark, Inc.                                 | 7 (2007) | 1991                                                                                    | Commerciale, proprietario |
| EZ Word                                   | | Andrew Project                              | 7.5 (1996) | 1985                                                                                    | Template:Free |
| FrameMaker                                | | Adobe                                       | 12.0 () | 1986                                                                                    | Commerciale, proprietario |
| Gobe Productive                           | | Gobe Software                               | 3 | Aug 1998                                                                                | Commerciale, proprietario |
| Han/Gul (HWP)                             | https://cdn.namuwikiusercontent.com/c1/c1bc68b995fd5fcbf67bc504faafce1f83010863fff391030f36c60569d7efe8.png?e=1479368603&k=VsKrr8_UHtlcQ6JVTksctQ | Haansoft                                    | Hancom Office Han/Gul NEO (January 26, 2016)                                                                      | 1989                                                                                    | Commerciale, proprietario |
| Ichitaro                                  | | JustSystems                                 | 20 / Ichitaro 2010                                                                                                | 1983                                                                                    | Commerciale, proprietario |
| InCopy                                    | | Adobe                                       | CC June 17, 2013                                                                                                  | 1999                                                                                    | Commerciale, proprietario |
| Jarte (Free and Pro)                      | | Carolina Road Software, LLC                 | | 2001 (July)                                                                             | Freeware or Commercial, Proprietary |
| Kingsoft Writer (Free and Pro)            | | Kingsoft                                    | 2012 8.1.0.3016()                                                                                                 | 1989                                                                                    | Freeware or Commercial, Proprietary |
| LibreOffice Writer                        | LibreOffice Writer 4 4 2 | The Document Foundation                     | - "Fresh" version: 5.2.3 (3 novembre 2016; 48 giorni fa) - "Still" version: 5.1.6 (27 ottobre 2016; 55 giorni fa) | 2011 (25 gennaio)                                                                       | Template:Free |
| Lotus Symphony                            | | Lotus Software                              | 3.0 | 2008                                                                                    | Freeware (Registerware) |
| Lotus Word Pro                            | | Lotus Software                              | 9.8.5 (2007) | 1989 (OriginariamenteSamna Ami Pro)                                                     | Commerciale, proprietario |
| LyX                                       | LyX | The LyX Project                             | 2.2.2 (15 ottobre 2016; 2 mesi fa)                                                                                | 1995                                                                                    | Template:Free |
| Mariner Write                             | | Mariner software                            | 3.7.2 | 1996                                                                                    | Commerciale, proprietario |
| Mellel                                    | | RedleX                                      | 3.5.1 (29 luglio 2016; 4 mesi fa)                                                                                 | 2002                                                                                    | Commerciale, proprietario |
| Microsoft Word                            | | Microsoft Corporation                       | 2016 (16.0.4266.1003) - (22 settembre 2015; 14 mesi fa)                                                           | 1983 (May 2)                                                                            | Commerciale, proprietario |
| Microsoft Works                           | | Microsoft Corporation                       | 9.0 | 1987 (October) (MS Works for DOS)                                                       | Commerciale, proprietario |
| NeoOffice Writer                          | NeoOffice Writer | Planamesa Software                          | | 2003 (June 22)                                                                          | Template:Free |
| Nisus Writer                              | | Nisus Software                              | 7.0 (Express) | 1989                                                                                    | Commerciale, proprietario |
| OpenOffice Writer                         | | Apache Software Foundation (2011 – present) | 4.1.2 (18 ottobre 2015; 13 mesi fa)                                                                               | 2002 (April 30)                                                                         | Template:Free |
| Pages                                     | | Apple Inc.                                  | 6.0.5 (27 ottobre 2016; 46 giorni fa)                                                                             | 2005 (January 11)                                                                       | Commerciale, proprietario |
| PolyEdit                                  | | PolySoft Solutions                          | 5.2 | 1998                                                                                    | Commerciale, proprietario |
| StarOffice                                | | Sun Microsystems                            | 9 | 1994                                                                                    | Commerciale, proprietario |
| StarOffice Writer da parte di Google Pack | | Sun Microsystems                            | 8 | 1994                                                                                    | Commerciale, proprietario |
| TeXmacs                                   | TeXmacs | Joris van der Hoeven                        | 1.99.19 (5 marzo 2021)                                                                                            | 1996?                                                                                   | Template:Free |
| Ted                                       | Ted | Mark de Does                                | 2.23 (febbraio 2013)                                                                                              | 1999                                                                                    | Template:Free |
| TextEdit                                  | Apple TextEdit | Apple Inc.                                  | 1.12 (4 agosto 2016; 4 mesi fa)                                                                                   | 1993? (approximate date) as part of NeXT's OPENSTEP OS which later became part of macOS | Template:Free |
| TextMaker                                 | | SoftMaker                                   | 2016 | 1987                                                                                    | Freeware or Commercial, Proprietary Freeware - SoftMaker FreeOffice (freeoffice.com), Commercial - SoftMaker Office 2010 and later versions |
| WordFile4ME                               | | Byron Software                              | 4.55.21 | 1999 (Prima data di copyright nel file Readme)                                          | Commerciale, proprietario |
| WordPad                                   | | Microsoft Corporation                       | 6.1.7600.16385 | 1995                                                                                    | Commerciale, proprietario |
| WordPerfect                               | | Corel Corporation                           | X8 (11 aprile 2016; 7 mesi fa)                                                                                    | 1980                                                                                    | Commerciale, proprietario |
| Word processor                            | Screenshot | Sviluppatore                                | Ultima versione stabile                                                                                           | Prima versione                                                                          | Licenza |

## Caratteristiche
Questa tabella fornisce caratteristiche di ogni programma di videoscrittura.
| Word processor          | Correttore grammaticale                                                       | riferimenti incrociati | Bibliografia | editing grafico                                                        | posta fusione | Controllo ortografico | Smartfont tipografico | supporto per la matematica | testo condizionale | LTR/RTL | Rivela Codici |
| ----------------------- | ----------------------------------------------------------------------------- | ---------------------- | ------------ | ---------------------------------------------------------------------- | ------------- | --------------------- | --------------------- | -------------------------- | ------------------ | ------- | ------------- |
| AbiWord                 | Sì                                                                            | ?                      | ?            | Sì                                                                     | Sì            | Sì                    | Sì                    | Sì                         | ?                  | Sì      |               |
| AppleWorks              |                                                                               | ?                      | ?            |                                                                        | Sì            | Sì                    |                       |                            |                    | ?       |               |
| Applix Word             |                                                                               | ?                      | ?            |                                                                        |               |                       |                       |                            |                    | ?       |               |
| Atlantis Word Processor |                                                                               | ?                      | ?            |                                                                        |               | Sì                    |                       |                            |                    |         |               |
| Bean                    | No                                                                            | ?                      | ?            | No                                                                     | No            | Sì                    |                       |                            |                    | ?       |               |
| Cassiopeia              | No                                                                            | Sì                     | Sì           | ?                                                                      | No            | No                    | ?                     | Sì                         | ?                  | ?       |               |
| CopyDesk                | No                                                                            | ?                      | ?            |                                                                        | No            | Sì                    |                       |                            |                    | ?       |               |
| EZ Word                 |                                                                               | ?                      | ?            |                                                                        |               |                       |                       |                            |                    | ?       |               |
| FrameMaker              | No                                                                            | Sì                     | ?            | Sì                                                                     | No            | Sì                    | No                    | Sì                         | Sì                 | ?       |               |
| Gobe Productive         |                                                                               | ?                      | ?            |                                                                        |               |                       |                       |                            |                    | ?       |               |
| GNU TeXmacs             | No                                                                            | Sì                     | Sì           | Sì (editing nel proprio formato grafico/inclusione altri tipi di file) | No            | Sì                    | Sì                    | Sì                         | Sì                 | ?       |               |
| Groff                   |                                                                               | ?                      | ?            |                                                                        |               |                       |                       |                            |                    | ?       |               |
| Han/Gul                 | Sì                                                                            | ?                      | ?            | Sì                                                                     | Sì            | Sì                    | No                    |                            |                    | ?       |               |
| Ichitaro                | Sì (for Japanese)                                                             | ?                      | ?            |                                                                        |               | Sì (for Japanese)     | No                    |                            |                    | ?       |               |
| InCopy                  | No                                                                            | ?                      | ?            |                                                                        | No            | Sì                    |                       |                            | Sì                 | ?       |               |
| Jarte                   | No                                                                            | ?                      | ?            | No                                                                     | No            | Sì                    | No                    |                            |                    | ?       |               |
| KWord                   | Sì                                                                            | ?                      | ?            | Sì                                                                     | Sì            | Sì                    | No                    |                            |                    | ?       |               |
| LibreOffice Writer      | Sì (4 languages on default installation and over 30 languages via extensions) | Sì                     | Sì           | Sì                                                                     | Sì            | Sì                    | Sì                    | Sì                         | Sì                 | Sì      |               |
| IBM Lotus Symphony      | No                                                                            | ?                      | ?            | Sì                                                                     | Sì            | Sì                    | No                    |                            |                    | ?       |               |
| Lotus Word Pro          | Sì                                                                            | ?                      | ?            | Sì                                                                     | Sì            | Sì                    | No                    |                            |                    | ?       |               |
| LyX                     | Sì                                                                            | Sì                     | Sì           | Sì                                                                     |               | Sì                    | Sì                    | Sì                         | Sì                 | Sì      |               |
| Mariner Write           | No                                                                            | ?                      | ?            | No                                                                     | Sì            | Sì                    | No                    |                            | ?                  | ?       |               |
| Mathematica             | No                                                                            | ?                      | ?            | Sì                                                                     | Sì            | Sì                    | Sì                    | Sì                         |                    | ?       |               |
| Mellel                  | Sì                                                                            | Sì                     | Sì           | Sì                                                                     | No            | Sì                    | Sì                    |                            |                    | Sì      |               |
| Microsoft Word          | Sì (Support for additional languages available via language packs)            | Sì                     | Sì           | Sì                                                                     | Sì            | Sì                    | No                    | Sì                         | No                 | Sì      |               |
| Microsoft Works         | Sì                                                                            | No                     | No           | Sì                                                                     | Sì            | Sì                    | No                    | No                         | ?                  | ?       |               |
| NeoOffice Writer        | Sì                                                                            | Sì                     | Sì           | Sì                                                                     | Sì            | Sì                    |                       |                            |                    | Sì      |               |
| Nisus Writer            |                                                                               | ?                      | ?            |                                                                        |               |                       |                       |                            |                    | ?       |               |
| OpenOffice Writer       | Sì (Via extensions)                                                           | Sì                     | ?            | Sì                                                                     | Sì            | Sì                    | Sì                    | Sì                         | Sì                 | Sì      |               |
| Pages                   | Sì                                                                            | No                     | Sì           | Sì                                                                     | No            | Sì                    | Sì                    | Sì                         |                    | ?       |               |
| PolyEdit                |                                                                               | ?                      | ?            |                                                                        |               | Sì                    |                       |                            |                    | ?       |               |
| StarOffice Writer       | No                                                                            | ?                      | ?            | Sì                                                                     | Sì            | Sì                    | Sì                    |                            |                    | ?       |               |
| Ted                     | No                                                                            | ?                      | ?            | No                                                                     | No            | Sì                    |                       |                            |                    | ?       |               |
| TextEdit                | Sì                                                                            | ?                      | ?            | Sì                                                                     | No            | Sì                    | Sì                    |                            |                    | ?       |               |
| TextMaker               | Sì                                                                            | Sì                     | Sì           | Sì                                                                     | Sì            | Sì                    |                       | Sì                         |                    | Sì      |               |
| WordFile4ME             |                                                                               | ?                      | ?            |                                                                        |               |                       |                       |                            |                    | ?       |               |
| WordPerfect             | Sì                                                                            | Sì                     | Sì           | Sì                                                                     |               | Sì                    | (NO)                  | Sì                         | No                 | ?       | Sì            |
| Word processor          | Correttore grammaticale                                                       | riferimenti incrociati | Bibliografia | editing grafico                                                        | posta fusione | Controllo ortografico | Smartfont tipografico | supporto per la matematica | testo condizionale | LTR/RTL | Rivela Codici |

## Compatibilità dei file
Questa tabella fornisce un confronto tra i formati di file che ogni word processor può esportare o salvare.
| Word processor          | HTML                     | LaTeX                       | ODF .odt | PDF                | RTF | Word .doc | WordPerfect | OOXML .docx     | UOF |
| ----------------------- | ------------------------ | --------------------------- | -------- | ------------------ | --- | --------- | ----------- | --------------- | --- |
| AbiWord                 | Sì                       | Sì                          | Sì       | Forse (Linux ver.) | Sì  | Sì        | disabled    | Template:YSites | No  |
| Atlantis Word Processor | Sì                       | No                          | No       | No                 | Sì  | Sì        | No          | Sì              |     |
| Bean                    | Sì                       | No                          | Sì       | Sì                 | Sì  | Sì        | No          | Sì              | No  |
| Cassiopeia              | Sì                       | Sì                          | No       | Sì                 | Sì  | No        | No          | No              | No  |
| CopyDesk                | Sì                       | No                          | No       | Sì                 | Sì  | Sì        | Sì          |                 |     |
| FrameMaker              | Sì                       | No                          | No       | Sì                 | Sì  | No        | No          | No              | No  |
| GNU Texmacs             | Sì, con equazioni MathML | Sì, con bibliografia BibTeX | No       | Sì                 | No  | No        | No          | No              | No  |
| Ichitaro                | Sì                       | No                          | Sì       | No                 | Sì  | Sì        | No          | No              | No  |
| InCopy                  | No                       | No                          | No       | Sì                 | Sì  | No        | No          |                 |     |
| Jarte                   | Sì                       | No                          | No       | Sì                 | Sì  | Sì        | No          | No              | No  |
| KWord                   | Sì                       | Sì                          | Sì       | Sì                 | Sì  | Sì        | Sì          | No              | No  |
| LibreOffice Writer      | Sì                       | Sì                          | Sì       | Sì                 | Sì  | Sì        | No          | Sì              | Sì  |
| IBM Lotus Symphony      | Sì                       | Sì                          | Sì       | Sì                 | Sì  | Sì        | Sì          | Sì              | Sì  |
| Lotus Word Pro          | Sì                       | Sì                          | Sì       | Sì                 | Sì  | Sì        | Sì          | Sì              | Sì  |
| LyX                     | Sì                       | Sì                          | Sì       |                    | Sì  | Sì        | Sì          | Sì              | Sì  |
| Mariner Write           | No                       | No                          | No       | Sì                 | Sì  | No        | No          |                 |     |
| Mathematica             | Sì                       | Sì                          | No       | Sì                 | Sì  | No        | No          |                 |     |
| Microsoft Word          | Sì                       | No                          | Sì       | Sì                 | Sì  | Sì        | No          | Sì              | No  |
| Microsoft Works         | Sì                       | No                          | No       | No                 | Sì  | Sì        | Sì          | No              | No  |
| NeoOffice Writer        | Sì                       | Sì                          | Sì       | Sì                 | Sì  | Sì        | No          | No              |     |
| OpenOffice Writer       | Sì                       | Sì                          | Sì       | Sì                 | Sì  | Sì        | No          | No              | Sì  |
| Pages                   | No                       | No                          | No       | Sì                 | Sì  | Sì        | No          | Sì              |     |
| PolyEdit                | Sì                       | No                          | No       | No                 | Sì  | Sì        | Sì          |                 |     |
| RedOffice               | Sì                       | No                          | Sì       | Sì                 | Sì  | Sì        | No          | No              | Sì  |
| StarOffice Writer       | Sì                       | Sì                          | Sì       | Sì                 | Sì  | Sì        | No          | No              | No  |
| Ted                     | Sì                       | No                          | No       | Sì                 | Sì  | No        | No          | No              | No  |
| TextEdit                | Sì                       | No                          | Sì       | Sì                 | Sì  | Sì        | No          | Sì              | No  |
| TextMaker               | Sì                       | No                          | Sì       | Sì                 | Sì  | Sì        | Sì          | Sì              | No  |
| WordPerfect             | Sì                       | No                          | No       | Sì                 | Sì  | Sì        | Sì          | No              | No  |
| Word processor          | HTML                     | LaTeX                       | ODF .odt | PDF                | RTF | Word .doc | WordPerfect | OOXML .docx     | UOF |